# Liste von Leuchttürmen in Israel
Die Leuchttürme Israels befinden sich alle entlang seiner 273 Kilometer langen Küste. Der größte Teil der israelischen Küste liegt nach Westen am Mittelmeer mit einer kurzen Küstenlinie an der Südspitze des Landes, am Golf von Aqaba. Israels wichtigste Seehäfen sind der Hafen von Haifa und der von Aschdod am Mittelmeer mit Verbindung zum Atlantik sowie der Hafen von Eilat am Golf von Aqaba mit Verbindung über das Rote Meer zum Indischen Ozean. Alle Leuchttürme, außer der Leuchtturm Eilat, befinden sich entlang der Westküste, zwischen Aschqelon im Süden und Akko im Norden.
Israels aktive Leuchttürme werden von der israelischen Schifffahrts- und Hafenbehörde (hebräisch רָשׁוּת הַסַּפָּנוּת וְהַנְּמֵלִים Raschūt haSappanūt wəhaNmelīm, deutsch ‚Behörde der Seeschifffahrt und Häfen‘) unterhalten, einer hoheitlichen Behörde innerhalb des Ministeriums für Verkehr und Straßensicherheit.
Basierend auf historischen, numismatischen und archäologischen Beweisen glauben Archäologen, dass bereits die Römer auf einer kleinen Insel in der Nähe der Hafeneinfahrt von Akko einen Leuchtturm errichteten. Überreste eines kolossalen Leuchtturms, der vom römisch-jüdischen Historiker Flavius Josephus erwähnt wurde, wurden in Caesarea Maritima entdeckt.
Die Tabelle enthält aktive und historische Leuchtfeuer mit einer Höhe von mindestens 4 Metern und einer Grundfläche an der Basis von mindestens 4 m². Die Auflistung erfolgt von Norden nach Süden.

## Liste
| Leuchtturm hebräisch מִגְדַּלּוֹר | Leuchtturm hebräisch מִגְדַּלּוֹר                                            | Ort, Region                     | Koordinaten                      | Baujahr/e                       | Höhe in m                       | Höhe in m                       | Kennung∡°                       | Reichweite                      | UKHO # NGA # ARLHS              |
| Leuchtturm hebräisch מִגְדַּלּוֹר | Leuchtturm hebräisch מִגְדַּלּוֹר                                            | Ort, Region                     | Koordinaten                      | Baujahr/e                       | Bau                             | Feuer                           | Kennung∡°                       | Reichweite                      | UKHO # NGA # ARLHS              |
| Mittelmeer: Levantinisches Meer | Mittelmeer: Levantinisches Meer                                        | Mittelmeer: Levantinisches Meer | Mittelmeer: Levantinisches Meer  | Mittelmeer: Levantinisches Meer | Mittelmeer: Levantinisches Meer | Mittelmeer: Levantinisches Meer | Mittelmeer: Levantinisches Meer | Mittelmeer: Levantinisches Meer | Mittelmeer: Levantinisches Meer |
| --- | ---------------------------------------------------------------------- | ------------------------------- | -------------------------------- | ------------------------------- | ------------------------------- | ------------------------------- | ------------------------------- | ------------------------------- | ------------------------------- |
| Akkon מִגְדַּלּוֹר עַכּוֹ Migdalōr ʿAkkō |                                                                        | Akkon, Nordbezirk               | 32° 55′ 9,4″ N, 35° 3′ 59,2″ O   | 1912                            | 10 m (32,8 ft)                  | 16 m (52,5 ft)                  | Fl.(2).W.7s                     | 10 sm (19 km)                   | N 5944 21204 ISR-003            |
| Haifa מִגְדַּלּוֹר חֵיפָה Migdalōr Chejfah |                                                                        | Haifa, Bezirk Haifa             | 32° 49′ 22,4″ N, 35° 0′ 31,2″ O  | 2007                            | 9 m (29,5 ft)                   | 14 m (45,9 ft)                  | Fl.R.3s                         | 5 sm (9 km)                     | N 5947 21220                    |
| Stella Maris am Karmel Stella Maris מִגְדַּלּוֹר סְטֶלָה מָארִיס Migdalōr Stella Mārīs                                                                |                                                                        | Haifa, Bezirk Haifa             | 32° 49′ 42″ N, 34° 58′ 8,4″ O    | 1864 1928                       | 20 m (65,6 ft)                  | 179 m (587,3 ft)                | Fl.W.5s                         | 35 sm (65 km)                   | N 5945 21212 ISR-004            |
| Michmoret מִגְדַּלּוֹר מִכְמוֹרֶת Migdalōr Michmōret                                                                                                 |                                                                        | Michmoret, Zentralbezirk        | 32° 24′ 13,1″ N, 34° 52′ 0,8″ O  | ≈1960                           | 10 m (32,8 ft)                  | 14 m (45,9 ft)                  | Fl.W.R.15s                      | 12 sm (22 km)                   | N 5956 21236 ISR-006            |
| Herzlia מִגְדַּלּוֹר הֵרְצְלִיָּה Migdalōr Herzlijja                                                                                                   |                                                                        | Herzlia, Bezirk Tel Aviv        | 32° 9′ 56,9″ N, 34° 47′ 33,5″ O  | ≈1990                           | 11 m (36,1 ft)                  | 15 m (49,2 ft)                  | Fl.G.5s                         | 12 sm (22 km)                   | N 5957 21238                    |
| Reading מִגְדַּלּוֹר רֶדִינְג Migdalōr Redīng |                                                                        | Tel Aviv, Bezirk Tel Aviv       | 32° 6′ 12,9″ N, 34° 46′ 37,1″ O  | 1934                            | 17 m (55,8 ft)                  |                                 | Mo(A).7s (▄ )                   |                                 | –1965 · ISR-008                 |
| Jaffa מִגְדַּלּוֹר רֶדִינְג Migdalōr Jafō |                                                                        | Tel Aviv, Bezirk Tel Aviv       | 32° 3′ 12,5″ N, 34° 45′ 1,8″ O   | 1865, 1936                      | 6 m (19,7 ft)                   | 10 m (32,8 ft)                  | Fl.(4).W.14s                    |                                 | –1966 · ISR-005                 |
| Aschdod מִגְדַּלּוֹר אַשְׁדּוֹד Migdalōr Aschdōd |                                                                        | Aschdod, Südbezirk              | 31° 48′ 48″ N, 34° 38′ 48″ O     | 1966                            | 42 m (137,8 ft)                 | 76 m (249,3 ft)                 | Fl(3).W.20s                     | 22 sm (41 km)                   | N 5967 21260 ISR-001            |
| Marina Aschqelon הַמִגְדַּלּוֹר בַּמָרִינָה אַשְׁקְלוֹן haMigdalōr baMarīnah Aschqəlōn, deutsch ‚Leuchtturm in der Marina Aschqelon‘                        |                                                                        | Aschqelon, Südbezirk            | 31° 41′ 4,6″ N, 34° 33′ 21,5″ O  |                                 | 18 m (59,1 ft)                  | 18 m (59,1 ft)                  | Fl.(2)G.5s                      | 7 sm (13 km)                    | N 5970.5 21272.1                |
| QaZAʾA-Hafen in Aschqelon הַמִגְדַּלּוֹר נְמֵל קָצָא״אָ בְּאַשְׁקְלוֹן haMigdalōr Nəmel QaZAʾA Aschqəlōn, deutsch ‚Leuchtturm des QaZAʾA-Hafens in Aschqelon‘ | (QaZAʾA = Qaw Zinnūr Ejrōpah-Asjah deutsch Europa-Asien-Pipeline GmbH) | Aschqelon, Südbezirk            | 31° 38′ 11,4″ N, 34° 32′ 31,3″ O |                                 | 18 m (59,1 ft)                  |                                 | Fl.(2)W.10s                     | 15 sm (28 km)                   | N 5970 21272                    |
| Rotes Meer: Golf von Aqaba |                                                                        |                                 |                                  |                                 |                                 |                                 |                                 |                                 |                                 |
| Eilat מִגְדַּלּוֹר אֵילַת Migdalōr Ejlat |                                                                        | Eilat, Südbezirk                | 29° 29′ 57,6″ N, 34° 54′ 45,9″ O |                                 | 9 m (29,5 ft)                   | 64 m (210 ft)                   | Fl.W.10s                        | 21 sm (39 km)                   | D 7297.9 30436 ISR-002          |